# جرمی هورن
جرمی هورن (انگلیسی: Jeremy Horn؛ زادهٔ ۲۵ اوت ۱۹۷۵) ورزشکار هنرهای رزمی ترکیبی اهل ایالات متحده آمریکا است.